# Si els somnis es fessin realitat
Si els somnis es fessin realitat (títol original: Dream a Little Dream) és una pel·lícula estatunidenca de Marc Rocco, estrenada l'any 1989. Rocco igualment ha produït i escrit el guió el film amb l'ajuda de D.E. Eisenberg. Ha estat doblada al català.

## Argument
Bobby Keller (Corey Feldman) i Dinger (Corey Haim), dos estudiants tan excèntrics com provocadors, són els marginats del seu centre. Col·leccionen notes dolentes, acumulen fracassos sentimentals i estan en conflicte permanent amb la seva família. Cada dia, mentre fan el trajecte cap a l'institut, Bobby i Dinger passen pel jardí dels Ettinger, sense demanar-ne el permís. Els Ettinger són una vella parella de jubilats tan enamorats l'un de l'altre com el dia que es van conèixer. A priori, són també l'oposat radical dels dos amics.
No obstant això, un vespre, un accident trastoca el curs de les coses. Coleman Ettinger (Jason Robards), el vell enamorat, es troba en el cos de Bobby, aquest adolescent de grenyes brutes i de texans esquinçats, mal educat i indisciplinat.

## Repartiment
- Corey Feldman: Bobby Keller
- Corey Haim: Dinger
- Meredith Salenger: Lainie Diamond
- Jason Robards: Coleman Ettinger
- Piper Laurie: Gena Ettinger
- Harry Dean Stanton: Ike Baker
- William McNamara: Joel
- Ria Pavia: Maureen
- Lala Sloatman: Shelley
- Laura Lee Norton: Marge
- John Ward: Derek
- Matt Adler: Dumas
- Alex Rocco: Gus Keller
- Victoria Jackson: Kit Keller
- Russell Livingstone: Veí
- Mickey Thomas: Mr. Pattison
- Fran Taylor: Sheila Baker
- Susan Blakely: Cherry Diamond
- John Grissom: Entrenador
- John Ford Coley: Ron

## Producció
El títol del film s'inspira directament de la cançó Dream a Little Dream of Me, omnipresent a la història. Dream a Little Dream marca la tercera col·laboració entra Corey Haim i Corey Feldman, que ja havien rodat junts en diversos èxits: Generació Perduda??? i License to Drive. Corey Feldman ha coreografiat ell mateix l'escena del gimnàs on balla davant Meredith Salenger. Una continuació, titulada Dream a Little Dream 2 va sortir l'any 1994, sempre amb el duo fetitx del film.